# 镇安中学
镇安中学，全称陕西省镇安县中学，是一所位于陕西省商洛市镇安县永乐街道的高级中学，老校区创建于1942年，位于永乐街道后街。2015年起，投资7.1亿元于永乐街道太平村建立新校区。

## 建筑规模
旧校区
民国31年（1942）7月，县政府奉令筹办中学。1977年1月，学校奉命更定校名为“陕西省镇安县中学”，沿用至今。
学校现占地面积为42822平方米，建筑面积为24960平方米。
新校区
2015年，开始规划设计，2017年6月动工建设。2020年7月31日，正式投入使用。学校占地272亩，总建筑面积12.9万平方米，计划容纳6000名学生120个教学班，其中初中生2000名40个教学班，高中生4000名80个教学班。

## 相关事件
2020年8月13日，新华社刊发一则报道《学校建漂亮点本无错，为何这所“豪华中学”让人困惑？》，“贫困县豪华中学”事件引发社会关注。镇安县2019年5月退出贫困县，2019年完成地方财政收入1.78亿元，全县债务余额2014年末为18.5亿元，2018年末21.4亿，2019年末25.4亿。
学校新校区建有4层喷泉的“鲤鱼跳龙门”水景，花费200余万元削掉真山建的假山瀑布群，多级瀑布群长约50米、落差15米左右，上建有凉亭，四周有假山、水车、栈道、水景、石拱桥等。学校共有教学楼、宿舍楼、餐饮楼、体育馆、教师公寓等主体建筑24栋，每栋建筑均有仿唐式建筑屋顶。用地拆迁、三通一平、规划设计等前期费用花去9080万元，全校附属工程绿化带、管网共计花费8000余万元。此外，领导办公室面积超标，学校餐厅设有多个高级包间。。
2020年8月24日，记者发现学校的喷泉、凉亭等设施开始被拆除。